# 彭克濟
彭克濟（？—？），字明丹，湖廣邵陽縣人。
萬曆四十四年（1616年）丙辰科進士，初授工部营缮司主事，奉差临清巡检、直定采办，晋兵部武库司员外郎，典武闱称得人。进郎中，擢江西按察副使兼备兵徽宁池太湖九江蕲州地方江防。无警，移陕西左参政。崇禎元年（1628年），陞河南按察使，分巡汝州，再升陕西右布政使，守备洮岷，与洪承畴相猗角，并著威望。会甘肃巡抚缺，首以克济推，而为同里讦，奏勘还籍，事白而卒。。

## 引用
1. ↑  《邵阳县志》：先是福建道试御史龚守忠疏劾陕西洮岷兵备道彭克济盗帑通媳，扰驿纳贿等事，章下所司察奏。至是闻其孙携带多金入京，同旧役张长班钻谋节钺。因搜获见在书五封，帕仪三封共银三十五两。其三封未填姓名系求诰敕撰文者，二封则与考功司主事李元鼎、卢化鳌书，内云大计仗庇瓦全，循资亦可量转等语，上言二臣想遵严禁，故未投入，而正郎程国祥事权在手，且系旧治，岂其独无，或考察在先，已经沉毁。乞下部院一并勘议，使内外臣工知所警省也。帝令都察院并察。考功司员外郎程国祥以御史龚守忠劾其行私通贿，狥庇道臣彭克济，将访单劣迹匿不以闻，上疏剖辨，因极言守忠挟仇污蔑之状，章下都察院并核。考功司主事李元鼎、卢化鳌以拿获洮岷参政彭克济贿嘱大计私书五封，内有二函反之，上疏析辩，谓并无招摇通贿之情。章下都察院并议。太子太保左都御史闵洪学等奏覆程国祥等受贿狥庇一案，上言彭克济访单不用以其言洮岷见任，而指居乡又多中冓暧昧之语，疑为仇口所为，科道官公议舍之，非程国祥一人之私也。且单不显姓名，不知出自谁手。及御史龚守忠疏出，彼乡通籍长安者始藉藉言其争房起衅，因知单所由来未必不出於此。至国祥热肠冷面，众所推服，真不愧明旨所谓清执者非谗毁所能抹煞也。若彭克济计前之单欵虽难凭，而计後之私书确有据，察其书中所言鄙猥干法，洵自堕匪类，大玷冠裳。其主事李元鼎、卢化鳌书从远来，既非意料所及，书来而不得入，愈徵简押之严，心迹甚明，无容别议。则彭克济之当从重议黜，程国祥、李元鼎、卢化鳌之当从公昭雪。均惟圣明裁夺，若龚守忠论列未必全公，而搜书亦能举职，似未宜苛求也。帝命禠彭克济职，下抚按究问。其程国祥等三臣免议。至龚守忠始既挟私送单，後复借公泄愤，何称尽职，仍令确议。都察院覆上谓守忠送单缉书，总为私愤起见，非顾及功令，私罔之罪实所难辞，应从重禠黜，以为挟私挠公之戒。报可。